# قوانين قصوى (2012)
إكستريم رولز هو حدث دفع مقابل المشاهدة في المصارعة المحترفة أنتجته دبليو دبليو إي.العرض اقيم في مدينة شيكاغو. الحدث الرئيسي كان مباراة بروك ليسنر ضد جون سينا

## الإنتاج
انتج اكستريم رولز في 29/4/2012 في مدينة شيكاغو حيث أن العرض شهد 5,000,000 مشاهد حول العالم

### عدد الحاضرين
حضر العرض في استاد شيكاغو حوال ي 16 الف مشجع

## البث التلفزيوني
بث عرض اكستريم رولز على 33 قناة مشفرة حول العالم
sky sports 3
sky box office
NSN TV
وغيرها

## الارباح
ربح العرض 32,000,000 مليون دولار وهذه اعلى الارباح التي حققها اتحاد WWE بعد عرض رسلمانيا 29 و 27 و 24

## ميزانية العرض
خسر اتحاد دبليو دبليو أي 3,000,000 دولار على الديكور وشاشات العرض

## روابط خارجية
- قوانين قصوى على موقع IMDb (الإنجليزية)
- قوانين قصوى على موقع قاعدة بيانات الفيلم (الإنجليزية)
- قوانين قصوى على موقع كينوبويسك (الروسية)